# Miguel Amaral
Miguel Maria de Sá Pais do Amaral, 4th Count of Alferrarede (ur. 31 lipca 1954 w Lizbonie) – portugalski arystokrata, biznesmen i kierowca wyścigowy. Członek Zakonu Maltańskiego.

## Kariera wyścigowa
Amaral rozpoczął karierę w międzynarodowych wyścigach samochodowych w 2004 roku od startów w Spanish GT Championship. Z dorobkiem 173 punktów uplasował się na trzeciej pozycji w klasyfikacji generalnej. W późniejszych latach Portugalczyk pojawiał się także w stawce Le Mans Series, 24-godzinnego wyścigu Le Mans, International GT Open, Intercontinental Le Mans Cup oraz Copa de España de Super GT.

### Wyniki w 24h Le Mans
| Rok  | Zespół                                                      | Partnerzy                            | Samochód              | Klasa | Okr. | Poz. | Klasa Pos. |
| ---- | ----------------------------------------------------------- | ------------------------------------ | --------------------- | ----- | ---- | ---- | ---------- |
| 2006 | Chamberlain-Synergy Motorsport ASM Team Racing for Portugal | Warren Hughes Miguel Ángel de Castro | Lola B05/40-AER       | LMP2  | 196  | NU   | NU         |
| 2007 | Quifel ASM Team Racing for Portugal                         | Warren Hughes Miguel Ángel de Castro | Lola B05/40-AER       | LMP2  | 137  | NU   | NU         |
| 2008 | Quifel ASM Team                                             | Olivier Pla Guy Smith                | Lola B05/40-AER       | LMP2  | 325  | 20   | 4          |
| 2009 | Quifel ASM Team                                             | Olivier Pla Guy Smith                | Ginetta-Zytek GZ09S/2 | LMP2  | 46   | NU   | NU         |
| 2010 | Quifel ASM Team                                             | Olivier Pla Warren Hughes            | Ginetta-Zytek GZ09S/2 | LMP2  | 318  | 20   | 7          |
| 2011 | Quifel ASM Team                                             | Olivier Pla Warren Hughes            | Zytek 09SC            | LMP1  | 48   | NU   | NU         |